# Afromental
Afromental ist eine 2004 gegründete polnische Musikgruppe aus Olsztyn. Sie verwendet Elemente aus den Musikrichtungen Funk, Reggae, R&B, Hip-Hop und Soul.

## Geschichte
Im Jahr 2007 erschien ihr Debüt-Album mit dem Titel The Breakthru, aus dem die Singles I've Got What You Need ausgekoppelt wurde, mit dem sie im gleichen Jahr bei einem Festival auftraten. Im Jahr 2008 nahm die Band mit dem Song Thing We've Got. an der Qualifikation für den Eurovision Song Contest teil.
Im Jahr 2009 trat Afomental in der zweiten Staffel der TV-Serie 39 i pół auf. Der nächste Song wurde für den Film Kochaj i tańcz aufgenommen. Im März 2009 veröffentlichte die Band ihr zweites Album, das Playing With Pop. Ihr aktuellstes Album mit dem Titel The Bomb erschien 2011.

## Bandmitglieder
- Wojciech „Łozo“ Łozowski – Gesang
- Tomasz „Tomson“ Lach – Gesang
- Bartosz „Śniady“ Śniadecki – Keyboard
- Tomasz „Torresiwo“ Torres – Schlagzeug
- Wojtek „Lajan“ Witczak – Bass
- Aleksander „Baron“ Milwiw-Baron – Gitarre
- Grzegorz „Dziamas“ Dziamka – Schlagzeug

## Diskografie

### Alben
- 2007: The Breakthru
- 2009: Playing with Pop
- 2011: The Bomb
- 2014: Mental House
- 2019: 5

### Singles
- 2007: I’ve Got What You Need
- 2008: Thing We’ve Got
- 2008: Happy Day
- 2009: Pray 4 Love
- 2009: Radio Song
- 2010: Rock & Rollin’ Love
- 2011: Rollin’ with You
- 2012: It’s My Life (feat. VNM)